# Mungaka
Die Sprache Nga'ka, oder Munga'ka, auch Bali genannt, ist eine Graslandsprache des Kamerun.
Es wird vom Volk der Mungaka gesprochen und hatte im Jahre 1982 noch 50.100 Sprecher. Auch einige Bamileke sprechen das Mungaka.